# Domodedovo
Domodedovo è una cittadina della Russia europea centrale, compresa nell'oblast' di Mosca.  Situata 37 km a sud della capitale, e fino al 2006 era capoluogo del Domodedovskij rajon.

## Storia
Fondata nel 1900 presso la stazione ferroviaria omonima, ricevette lo status di città nel 1947. Domodedovo è la sede di uno dei principali aeroporti di Mosca; vi insiste, inoltre, una certa attività industriale.

## Società

### Evoluzione demografica
Fonte: mojgorod.ru
- 1959: 27.700
- 1979: 47.000
- 1989: 55.300
- 2002: 54.088
- 2007: 83.700
- 2010: 89.800
- 2015: 112.052